# Graham Leonard
Graham Douglas Leonard KCVO (n. 8 mai 1921 – d. 6 ianuarie 2010) a fost un om al clerului britanic. El a fost episcop al Bisericii Anglicane, episcop în Londra între anii 1981–1991. Pentru meritele sale i s-a acordat titlul de Knight Commander of the Royal Victorian Order (KCVO). Episcopul s-a convertit însă la catolicism după pensionare. Fiind căsătorit cu Priscilla Swan și având doi copii, i s-a acordat absoluțiunea de la celibat, la care sunt obligați membrii clerului catolic.
I-a fost acordat titlul de monsenior de către Papa Ioan Paul al II-lea.